# ゼーブルク
ゼーブルク (ドイツ語: Seeburg) は、ドイツ連邦共和国ニーダーザクセン州ゲッティンゲン郡に属す町村（以下、本項では便宜上「町」と記述する）で、ザムトゲマインデ・ラードルフスハウゼンを構成する町村の一つである。

## 地理
ゼーブルクは「アイヒスフェルトの目」とも称されるゼーブルク湖沿いの有名な保養地である。ゼーブルク集落とベルンスハウゼン集落がこの町に属す。

## 歴史
定住跡は、現在のゼーブルクにあたる地域に古くから入植がなされていたことを示している。つまり、西暦100年頃以降のローマ時代の遺跡や、9 - 11世紀の考古学的出土品が見つかっている。9世紀の古い伝道教会マルティンスパトロツィニウムの発見は、村以前の最初の入植に関する知見を下支えするものである。さらに中世盛期に城郭「ゼーブルク」が造られた。この城の遺構は1984年から1996年に発掘され、ベルンスハウゼンの農場跡も見つかっている。1364年に初めてゼーブルクはアムト・ギーボルデハウゼンに属した。主権の上では、このアムトはマインツ大司教の下位にあったが、その後売却されブラウンシュヴァイク公の下に移された。三十年戦争はゼーブルクにとっても困難な時代であった。戦場にはならなかったものの、1623年と1626年に村の大部分が焼き払われ、略奪され、これによって数多くの住民が命を落とした。その上、ゼーブルクは恫喝され、高額な税を支払わなければならなかった。

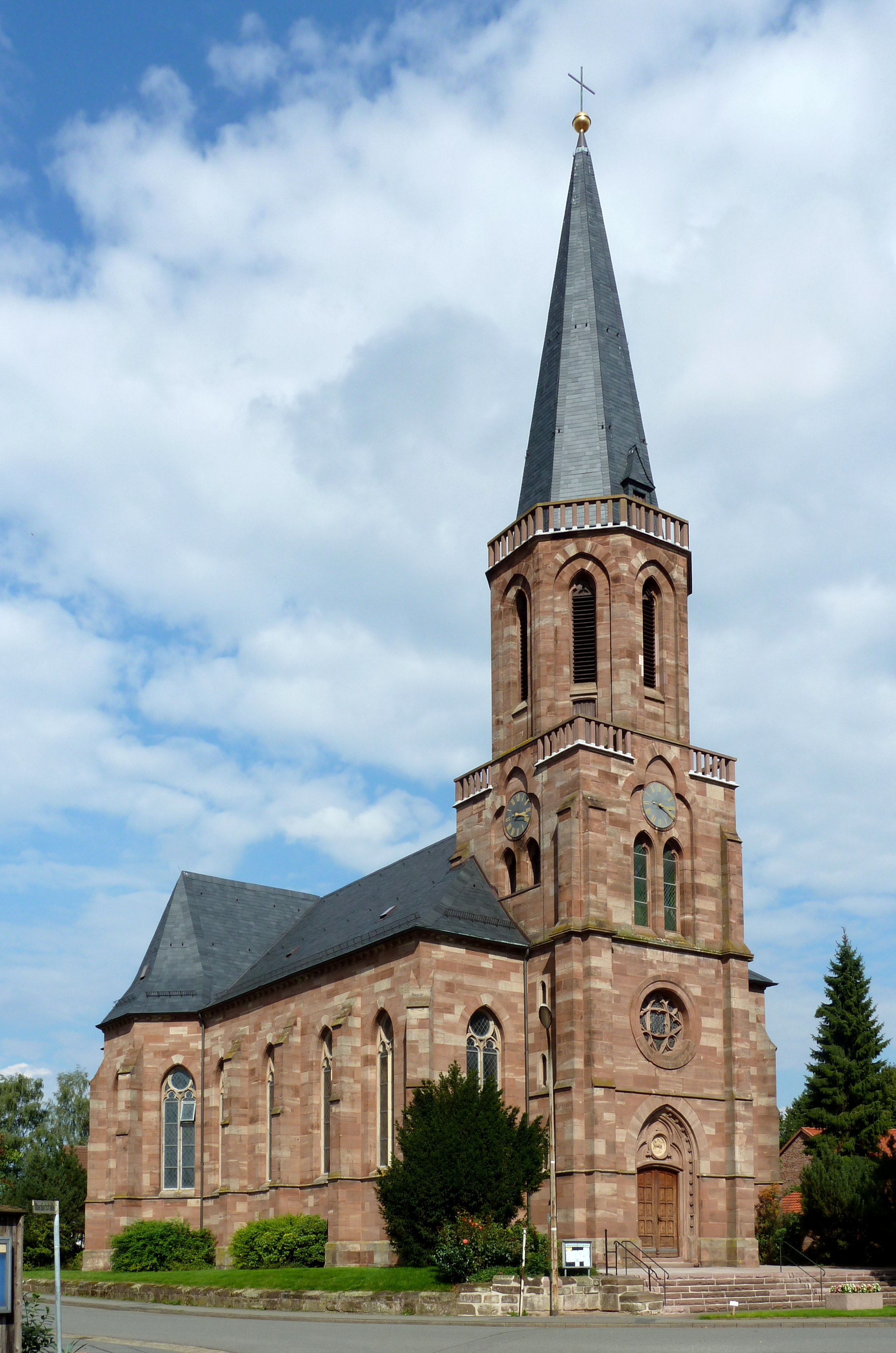
聖マルティン教区教会

## 文化と見所

### カトリックの聖マルティン教区教会
最初の教会堂は、1000年頃に取り壊された。これは村の創設の元となった礼拝堂であった。宗教改革までここはネルテンのペータース修道院の所有地であった。三十年戦争の際の火災によって先代の教会も巻き添えになり、その後1655年に新たな教会が建設された。現在の聖マルティン教区教会はゼーブルクのおそらく4代目の教会である。現在のブンテル砂岩製古典主義建築の教会堂の定礎は1786年になされた。西のファサードに切妻の波打つような斜面があり、その下には当時の典型的な様式要素として飾り壷が取り付けられている。長堂にはバロック時代のロマンシュ風帽子型の屋根を戴く塔が取り付けられており、教会内のヴォールト構造はゴシック様式である。1865年のバロック祭壇と、1709年から1714年に造られた一部ゴシック様式の像がコントラストをなしている。衣服をまくり上げ、脚のペストを示す聖ロクス像（コピー）は元々祭壇にあったものである。祭壇のこの他の像（コピー）は聖母受胎像、聖ヨセフ、槍を持つ聖ゲオルギオス、竪琴を持つ聖ダビデである。いずれの像も1700年頃のものである。新しいものとしては、朗読壇、告解室、式典祭壇がある。これらは、ヒルデスハイムのゲルツ社が製作したものである。

## 経済と社会資本

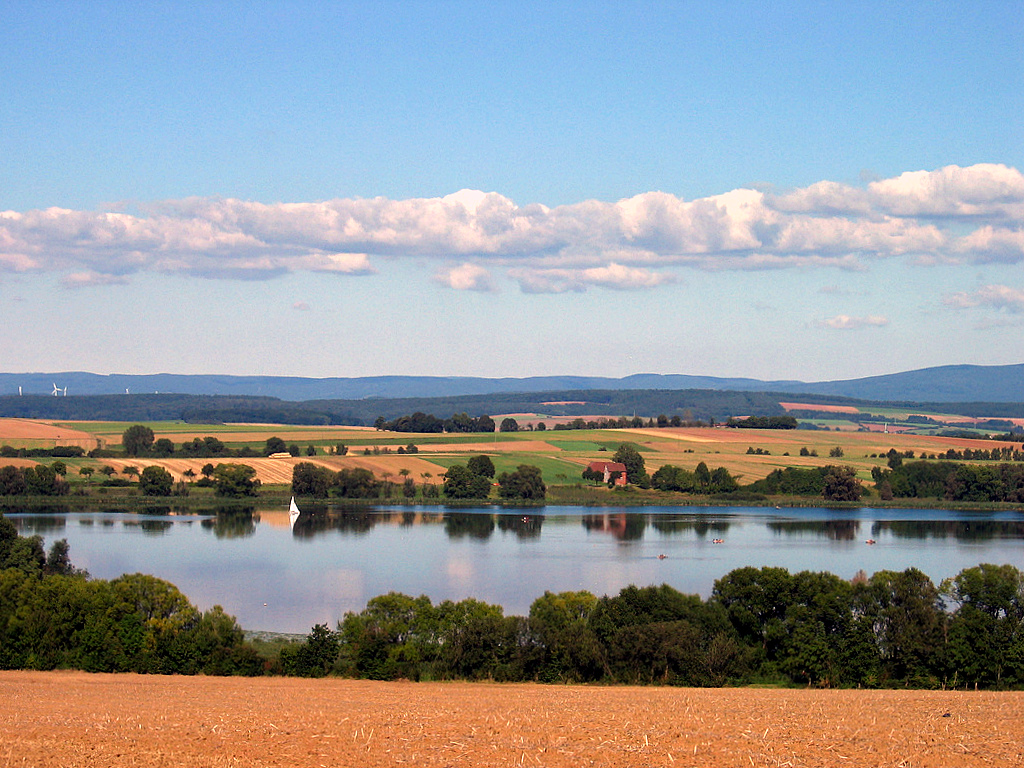
ゼーブルク湖

ゼーブルクは連邦道B446号ネルテン＝ハルデンベルク - ドゥーダーシュタット線沿いにある。連邦道B27号線がほぼ 1 km 離れたところを走っている。
現在約 1,700人の人口を擁するこの集落は、訪問客にホテル、レストラン、カフェの他、民宿や休暇村も提供している。自炊客は、パン屋やキオスクを備えた小さな食品店だけでなく、生産者から直接新鮮な農作物を購入することもできる。サービス業者としては、銀行の支店、郵便局、理髪店、体操治療、地元医院が営業している。この他の社会資本として、幼稚園、基礎課程学校、近代的なキャンプ場、ミニゴルフ場付きの屋外プールがある。ゼーブルクの経済は昔から農業が主流であった。この他に、鍛冶屋や車大工といった特定の手工業者が存在している。タバコ栽培は戦前・戦後の時代には重要な収入源であった。現在、職に就いているゼーブルク住民のほとんどが通勤者である。その比率は住民の約 80 % に及ぶ。

## 引用
1. ↑  Landesamt für Statistik Niedersachsen, LSN-Online Regionaldatenbank, Tabelle A100001G: Fortschreibung des Bevölkerungsstandes, Stand 31. Dezember 2023